# Pentaceen
Pentaceen is een polycyclische aromatische koolwaterstof. De molecule bestaat uit vijf met elkaar verbonden benzeenringen in één lijn. In zuivere toestand is pentaceen een donkerblauw tot purper kristallijn poeder. De stof wordt makkelijk geoxideerd bij blootstelling aan lucht en licht en kleurt daarbij langzaam groen. Pentaceen is onoplosbaar in water en zeer slecht oplosbaar in de courante organische oplosmiddelen.

## Toepassingen
Pentaceen, zowel in de vorm van een dunne laag als in kristalvorm, gedraagt zich als een organische halfgeleider van het p-type. Het is ook niet duur, en dat maakt het een veelbelovend materiaal voor organische veldeffecttransistoren (OFET), organische lichtemitterende dioden (oled) en organische thin-film transistors (tft), die bijvoorbeeld in flexibele tft-schermen of oprolbaar elektronisch papier kunnen gebruikt worden.